# Gary Mabbutt
Gary Vincent Mabbutt (Bristol, 23 augustus 1961) is een Engels voormalig voetballer die als centrale verdediger speelde. Hij speelde het grootste deel van zijn loopbaan voor Tottenham Hotspur. In zestien seizoenen bij Spurs won hij de UEFA Cup in 1984 en de FA Cup in 1991. Hij was ook aanvoerder van 1987 tot zijn afscheid als voetballer in 1999.
Mabbutt kwam 16 maal uit voor Engeland en scoorde tegen Joegoslavië in 1986.

## Clubcarrière

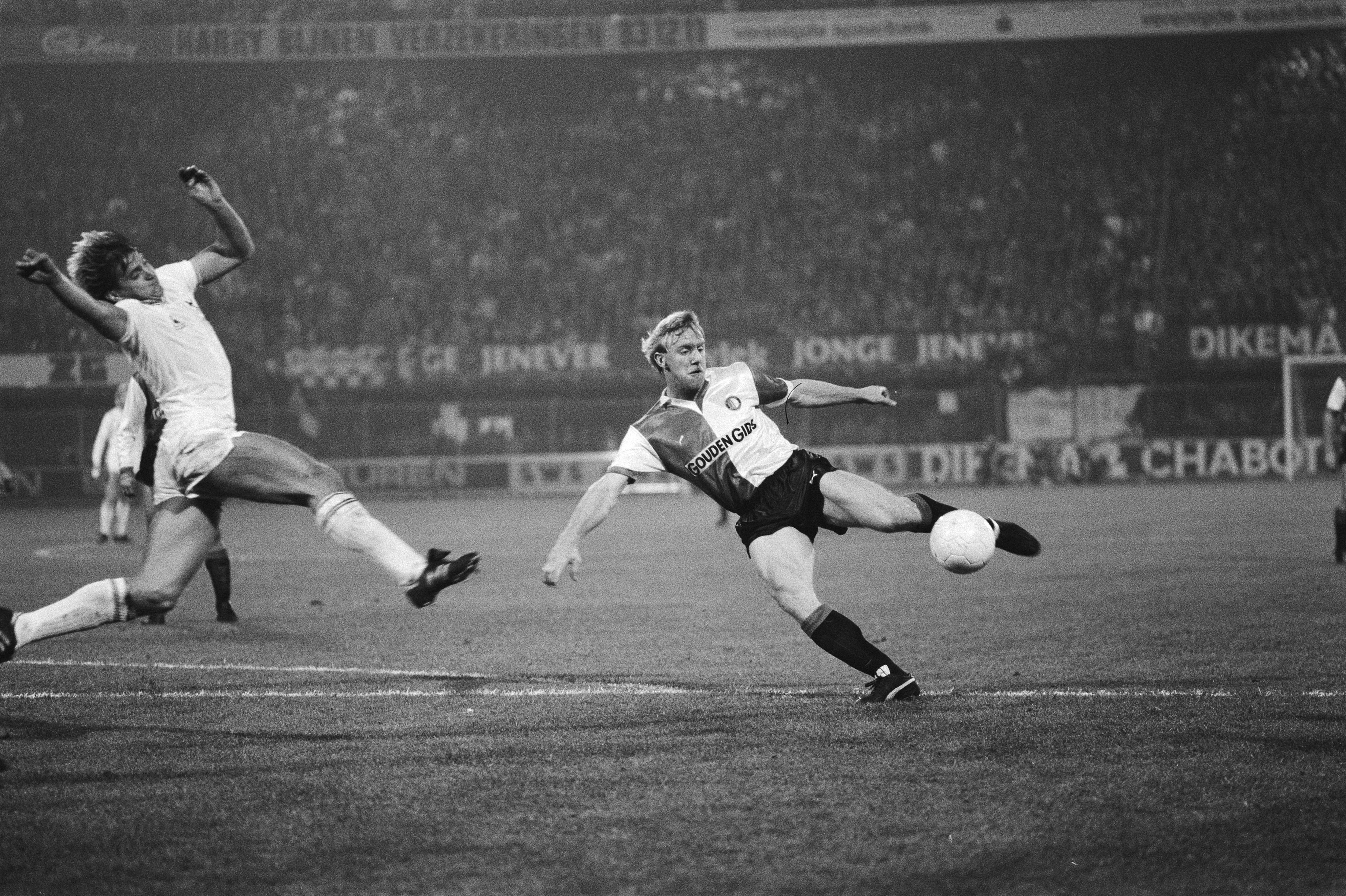
Gary Mabbutt doet een poging een schot van Feyenoord-speler André Hoekstra af te blokken in de tweede ronde van de UEFA Cup 1983/1984

Mabbutt begon te voetballen bij Bristol Rovers in 1979. Na drie seizoenen verkaste hij reeds naar Tottenham Hotspur, waar hij de rest van zijn professionele loopbaan actief zou blijven. Mabbutt wordt door supporters als een clubicoon gezien. Hij speelde zestien seizoenen bij de club uit Noord-Londen en miste zelden een wedstrijd tot een open beenbreuk in augustus 1996 roet in het eten gooide. Mabbutt won twee trofeeën met Spurs, waarvan één als aanvoerder.
Mabbutt speelde 39 minuten mee in de heenwedstrijd van de UEFA Cup-finale van 1984. Spurs versloeg RSC Anderlecht uiteindelijk na een strafschoppenreeks (4-3). Na twee wedstrijden hielden beide teams elkaar namelijk op 2-2 – twee keer was de uitslag 1-1. Mabbutt kwam in de heenwedstrijd na 81 minuten in de plaats van Gary Stevens. In de terugwedstrijd werd hij na 74 minuten vervangen door Alistair Dick.
Zeven jaar later was hij aanvoerder toen de club de FA Cup won. Tottenham versloeg Nottingham Forest met 1-2 na verlengingen. Ook in het seizoen 1986/1987 bereikte de club de finale van de FA Cup, maar Tottenham verloor in die finale van het verrassende Coventry City met 3-2 na verlengingen. Mabbutt speelde de hele wedstrijd. Een eigen doelpunt van Mabbutt in de 95ste minuut besliste uiteindelijk over winst en verlies.
In een Premier League-duel tegen Wimbledon op 24 november 1993 werd Mabbutt het slachtoffer van een schedelfractuur na een elleboogstoot van Wimbledon-speler John Fashanu. Aan zijn carrière kwam bijna een abrupt einde. Mabbutt speelde wekenlang met een beschermingsmasker. Mabbutt, op dat moment 36 jaar, blesseerde zich ernstig in de openingswedstrijd van het seizoen 1996/1997. Hij liep met name een dubbele open beenbreuk op tegen Blackburn Rovers op 17 augustus 1996. Mabbutt kwam al trappend zwaar in botsing met Blackburn-speler Graham Fenton toen hij diens aanvalspoging onschadelijk wilde maken.
Mabbutt onderging tal van operaties, maar herstelde van de blessure. Mabbutt was een jaar out en keerde bijgevolg pas terug voor de start van het seizoen 1997/1998. In januari 1999 kondigde Mabbutt omwille van medische redenen zijn pensioen aan. Mabbutts laatste optreden in competitieverband dateerde al van 10 mei 1998, een 1-1 gelijkspel thuis tegen Southampton (snelle gelijkmaker van Jürgen Klinsmann voor Spurs na de opener van Southampton-icoon Matthew Le Tissier). Mabbutt kreeg tien minuten speeltijd, hij loste de Schot Colin Calderwood af centraal in de verdediging.

## Erelijst
| Competitie        |                   |                   |
| Competitie        | Aantal            | Jaren             |
| Tottenham Hotspur | Tottenham Hotspur | Tottenham Hotspur |
| ----------------- | ----------------- | ----------------- |
| UEFA Cup          | 1x                | 1983/84           |
| FA Cup            | 1x                | 1990/91           |
| FA Charity Shield | 1×                | 1991              |

## Interlandcarrière
Mabbutt debuteerde op 13 oktober 1982 voor het Engels voetbalelftal, een vriendschappelijke ontmoeting met West-Duitsland. Mabbutt speelde enkele kwalificatiewedstrijden met het oog op het EK 1984 en het EK 1988. Hij scoorde zijn enige doelpunt voor de nationale ploeg tegen Joegoslavië op 12 november 1986, een 2-0 overwinning in de kwalificatieronde voor het EK 1988. Hij speelde zijn laatste interland op 25 maart 1992 tegen Tsjechië, een vriendschappelijk 2-2 gelijkspel.

## Later leven
Na zijn carrière bleef Mabbutt sukkelen met zijn (lichamelijke) gezondheid. Zo onderging Mabbutt in juni 2017 een levensnoodzakelijke hartoperatie. Mabbutt verloor in 2018 een stuk van zijn teen nadat een rat er aan beet. Hij was met vakantie in Zuid-Afrika. Mabbutt merkte naar eigen zeggen niks van het voorval omdat hij sinds zijn beenbreuk, na de vereiste operaties, geen gevoel meer had in zijn linkerbeen. Mabbutt lijdt sinds zijn jeugd aan diabetes, waardoor hij als tiener moest vrezen voor amputatie van zijn been. Mabbutt onderging in 2013 een operatie aan zijn linkerbeen als gevolg van perifeer arterieel vaatlijden - een vernauwing van de slagaders -, waardoor hij met dat been niet meer tegen een bal kan trappen.